# 養老律令
養老律令（ようろうりつりょう）は、古代日本で757年（天平宝字元年）に施行された基本法令。構成は、律10巻12編、令10巻30編。大宝律令に続く律令として施行され、古代日本の政治体制を規定する根本法令として機能した。しかし、平安時代に入ると現実の社会・経済状況と齟齬をきたし始め、平安時代には格式の制定などによってこれを補ってきたが、平安中期までにほとんど形骸化した。廃止法令は特に出されず、形式的には明治維新期まで存続した。制定内容の資料が未発見である大宝律令は、この養老律令から学者らが内容を推測して概要を捉えている。

## 成立
701年（大宝元年）、藤原不比等らによる編纂によって大宝律令が成立したが、その後も不比等らは、日本の国情により適合した内容とするために、律令の撰修（改修）作業を継続していた（「慶雲の改革」参照）。三代格式の弘仁格式によれば、718年（養老2年）に各10巻の律と令が藤原不比等により撰されている。ところが、720年（養老4年）の不比等の死により律令撰修はいったん停止することとなった。ただし、養老期には「大倭」と表記されていたはずの国名が「大和」に修正されているなど、いくつかの条文に天平以降の実情の反映が見られることから、その後も改訂の企てがあり、最終的に施行の際にその成果の一部が反映されたとの見方もある。
その後、孝謙天皇の治世の757年5月、藤原仲麻呂の主導によって720年に撰修が中断していた新律令が施行されることとなった。これが養老律令である。旧大宝律令と新養老律令では、一部（戸令など）に重要な改正もあったものの、全般的に大きな差異はなく、語句や表現、法令不備の修正が主な相違点であった。ただし、この通説に対しては近年において榎本淳一は大宝律令から養老律令への改正を一部唐風化による乖離を含むものの全体的には日本の実情に合わせた大規模な改正が行われ、養老律令によって内容・形式が整った法典が完成したとする新説を唱え、以後両者の差異に関する議論も行われるようになった。
以後、桓武天皇の時代に養老律令の修正・追加を目的とした刪定律令（24条）・刪定令格（45条）の制定が行われたが短期間で廃止となり、以後日本において律令が編纂されることはなかった。
明治維新後、明治政府は1868年（明治元年）に「仮刑律」、1870年に「新律綱領」を制定した。律令のうち、律の部分のみ改正した法といえ、これは律令制への復古と、武家法、慣習法などを用いて実際の状況に対応する両方の面があった。
1873年の法改正、改定律例から、従来の慣例と異なるヨーロッパの刑法制の導入が始まり、1876年には、律から官吏の職務処分が切り離された。1880年（明治13年）に制定された旧刑法で、従来の「律」から、近代法制である「刑法」へ、用語面でも置き換わることになった。

## 復元と注釈
養老律令それ自体は、戦国時代までに散逸しており現存しない。しかし、令については、律令の注釈書として平安前期に編纂された『令義解』『令集解』に倉庫令・医疾令を除く全ての令が収録されており、復元可能となっている。また、倉庫令・医疾令も他文献の逸文からほぼ復元されている。律については多くが散逸しているが、逸文収集が精力的に行われ、その集成が『国史大系』にまとめられている。これにより、復元されている律は、名例律・衛禁律・職制律・賊盗律、そして闘訟律の一部である。
これに先立つ大宝律令は、全文が散逸し、逸文も限定的にしか残存しておらず、ほとんど復元されていない。大宝律令の内容は、養老律令から推測されている場合も多い。律令研究には、復元された養老律令が非常に重要な位置を占めている。
現存する律の一部、および令全体の注釈としては、『日本思想大系』の第三巻「律令」（井上光貞ほか校注）がある。

## 意義
養老律令は、大宝律令と大きな相違点はないため、養老律令施行後もそれ以前と変わらない政治運営が行われたと見られ、律令制史上の大きな意義は特にないとされている。
養老律令の意義は、施行当時の政治状況と関連づけて理解される。養老律令は、撰修途中の律令であり、あえて施行する必要は特になかったはずである。事実、養老律令を施行しようとする動きは757年まで見られなかった。757年当時の政治状況を見ると、それまで中央政府に君臨していた聖武上皇が756年に没し、政府内で複数の勢力が主導権争いを始めていた。その中で藤原仲麻呂が孝謙天皇と連携して、急速に台頭し始めていた。これらの状況から、養老律令施行の背景には、両者共通の祖父である不比等の成果を活用することで、不比等の政治を継承することを宣言するとともに、孝謙・仲麻呂政権の安定を図ろうとする政治的意図があったと考えられている。
一方、大宝律令の施行から半世紀が経過して律令国家の定着していく中で、より日本の実情に合わせた律令制への再構築の一環として行われたとして積極的評価をする説（春名宏昭説）もある。
また、法令としても、近世に至るまで法体系のモデルとして依然として参照され続けた。江戸幕府の公事方御定書は、編纂に当たって、武家法の先例はもちろんのこと、養老律令や、律令の本家である唐や明の法体系を先例として参照している。

## 篇目

### 律
律は現代でいう刑法にあたる。
| 篇   | 篇目     | 読み           |
| ---- | -------- | -------------- |
| 第一 | 名例律上 | めいれいりつ   |
| 第二 | 名例律下 |                |
| 第三 | 衛禁律   | えごんりつ     |
| 第三 | 職制律   | しきせいりつ   |
| 第四 | 戸婚律   | ここんりつ     |
| 第五 | 厩庫律   | くこりつ       |
| 第五 | 擅興律   | せんこうりつ   |
| 第六 | 賊盗律   | ぞくとうりつ   |
| 第七 | 闘訟律   | とうしょうりつ |
| 第八 | 詐偽律   | さぎりつ       |
| 第九 | 雑律     | ぞうりつ       |
| 第十 | 捕亡律   | ほもうりつ     |
| 第十 | 断獄律   | だんごくりつ   |

### 令
唐令と日本令では、篇目の大幅な組み替えもあり、順序もかなり違っている。また、条文内容のかなりの部分が日本風に改められている。
| 篇   | 篇目       | 読み                   |
| ---- | ---------- | ---------------------- |
| 第一 | 官位令     | かんいりょう           |
| 第二 | 職員令     | しきいんりょう         |
| 第二 | 後宮職員令 | ごくうしきいんりょう   |
| 第二 | 東宮職員令 | とうぐうしきいんりょう |
| 第二 | 家令職員令 | けりょうしきいんりょう |
| 第三 | 神祇令     | じんぎりょう           |
| 第三 | 僧尼令     | そうにりょう           |
| 第四 | 戸令       | こりょう               |
| 第四 | 田令       | でんりょう             |
| 第四 | 賦役令     | ぶやくりょう           |
| 第四 | 学令       | がくりょう             |
| 第五 | 選叙令     | せんじょりょう         |
| 第五 | 継嗣令     | けいしりょう           |
| 第五 | 考課令     | こうかりょう           |
| 第五 | 禄令       | ろくりょう             |
| 第六 | 宮衛令     | くえいりょう           |
| 第六 | 軍防令     | ぐんぼうりょう         |
| 第七 | 儀制令     | ぎせいりょう           |
| 第七 | 衣服令     | えぶくりょう           |
| 第七 | 営繕令     | ようぜんりょう         |
| 第八 | 公式令     | くしきりょう           |
| 第九 | 倉庫令     | そうこりょう           |
| 第九 | 厩牧令     | くもくりょう           |
| 第九 | 医疾令     | いしつりょう           |
| 第九 | 仮寧令     | けにょうりょう         |
| 第九 | 喪葬令     | そうそうりょう         |
| 第十 | 関市令     | げんしりょう           |
| 第十 | 捕亡令     | ぶもうりょう           |
| 第十 | 獄令       | ごくりょう             |
| 第十 | 雑令       | ぞうりょう             |

## 関連文献
- 會田範治『註解養老令』有信堂、1964年。doi:10.11501/3030563。
- 會田範治『唐律及び養老律の名例律梗概』有信堂、1964年。doi:10.11501/2994356。
- 瀧川博士米寿記念会 編『律令制の諸問題  瀧川政次郎博士米寿記念論集』汲古書院、1984年。doi:10.11501/11932375。